# Bayerischer Reit- und Fahrverband
Der Bayerische Reit- und Fahrverband e. V. (BRFV) ist ein deutscher Fachverband für den Pferdesport im Bayerischen Landes-Sportverband (BLSV) und Mitglied der Deutschen Reiterlichen Vereinigung (FN).  

## Geschichte
Aus dem 1948 gegründeten Verein für Reit- und Fahrsport in Bayern e. V. wurde 1960 der Bayerische Reit- und Fahrverband e. V. (BRFV) mit Sitz in München. Dieser ist nun zugleich Dachverband der vier Regionalverbände Oberbayern, Niederbayern/Oberpfalz, Franken und Schwaben. Im Jahre 1986 erfolgte die Zusammenführung des BRFV mit der Landeskommission Bayern, deren Aufgabe die Koordinierung, Genehmigung und Beaufsichtigung von Pferdeschauen und Pferdeleistungsprüfungen und die Anerkennung und Ausbildung von Turnierfachleuten ist.    

## Struktur
Der Bayerische Reit- und Fahrverband e. V. setzt sich aus rund 90.000 Mitgliedern zusammen, die in circa 900 Vereinen organisiert sind. Rund 10 % aller Verbandsmitglieder sind aktiv im Turniersport tätig, der Rest widmet sich dem Freizeitsport.  
Der BRFV teilt sich in die vier Regionalverbände Oberbayern, Niederbayern/Oberpfalz, Franken und Schwaben auf. Diese teilen sich wiederum in rund 71 Landessportkreise entsprechend der bayerischen Landkreise auf.  
Der Verband setzt sich im Wesentlichen aus drei Gremien zusammen. Neben dem mit vier Personen besetzten Präsidium vertreten insgesamt 14 Personen die Interessen der Pferdefreunde im Vorstand des Bayerischen Reit- und Fahrverbandes e. V. Im Vorstand der bayerischen Landeskommission sind weitere drei Personen ehrenamtlich tätig.    

## Zweck und Aufgaben
- Pflege und Förderung des Pferdesports in allen Disziplinen
- Interessenvertretung des Pferdesports in Bayern in Bayern bei Behörden und Organisationen auf Landesebene und in der Öffentlichkeit
- Zusammenarbeit mit den für den Bereich Pferdezucht und -sport zuständigen staatlichen Dienststellen, insbesondere auch Förderung und Übernahme von staatlichen Aufgaben im Bereich der pferdebezogenen Berufsausbildung
- Förderung des Tierschutzes
- Förderung der Jugend im Bereich des Breiten- und Leistungssports
- Wahrung der Aufgaben und der Landeskommission Bayern
- Ideelle Pflege und Bewahrung des Kulturgutes Pferd

## Veranstaltungen
Der BRFV bietet Veranstaltungen im Breitensportbereich, die Nachwuchs-Reitern die Möglichkeit geben, selbst mitzureiten und sich weiterzubilden.  
- Historische Kutschengala: ein historischer Kutschencorso, mit barocke Pferde, bunte Quadrillen und venezianische Gondeln
- Breitensportfestival: Bei der jährlich stattfindenden, bunten Veranstaltung auf der Olympia-Reitanlage zeigen Freizeitsportler ihr Können
- Seminare, Kurse und Abendveranstaltungen für das breite Publikum: Jährlich werden über 80 ein- oder mehrtägige Seminare und Kurse in Theorie und Praxis angeboten. Dazu Abendveranstaltungen mit Ausbildern oder aktuellen Olympia-, Welt- und Europameistern
- Veranstalter von Bayerischen und Deutschen Meisterschaften vom Voltigieren über Dressur und Springen bis zu Fahren
- Shows und Veranstaltungen auf der Olympia-Reitanlage mit Künstlern und Ausbildern.

## Olympia Reitanlage
Reitsportbegeisterte, Breitensportler und Turnierreiter finden auf der Olympia-Reitanlage gute Bedingungen vor: Der BRFV ist einer von fünf Gesellschaftern der Betreibergesellschaft Olympia Reitanlagen GmbH und richtet das ganze Jahr über Veranstaltungen und Wettkämpfe aus:  
- Deutsche Meisterschaften und bayerische Meisterschaften der Reiter, Fahrer und Voltigierer
- Jugendturniere und Breitensportfestivals
- Wettkämpfe der Parareiter und der Vierkämpfer
- Tag der offenen Stalltür
- Pferdesportforen und Abendveranstaltungen